# Zelotes itandae
Zelotes itandae FitzPatrick, 2007 è un ragno appartenente alla famiglia Gnaphosidae.

## Etimologia
Il nome della specie deriva dalla località congolese di rinvenimento degli esemplari: la foresta di Itanda.

## Caratteristiche
Questa specie non è stata attribuita a nessun gruppo: si distingue dalle altre per la forma unica dell'epigino, molto diversa da quella delle altre specie di Zelotes, peculiarità che finora non è stata riscontrata altrove.
L'olotipo femminile rinvenuto ha lunghezza totale è di 5,00mm; la lunghezza del cefalotorace è di 2,50mm; e la larghezza è di 1,83mm.

## Distribuzione
La specie è stata reperita nel Congo orientale: l'olotipo femminile è stato rinvenuto nella foresta di Itanda, appartenente alla provincia del Kivu Nord.

## Tassonomia
Al 2016 non sono note sottospecie e dal 2007 non sono stati esaminati nuovi esemplari.